# اعتراضات میانمار (۲۰۲۱–اکنون)
تلاش‌های مقاومت مدنی داخلی در میانمار، با نام محلی انقلاب بهار، (برمه‌ای: နွေဦးတော်လှန်ရေး) از اوایل ۲۰۲۱ در مخالفت با کودتای ۱ فوریهٔ ۲۰۲۱، که توسط مین آنگ هلینگ، فرماندهٔ کل قوای نیروهای مسلح کشور، تاتماداو، انجام شد، در جریان هستند. تا تاریخ ۱۲ آوریل ۲۰۲۱، حداقل ۷۱۰ غیرنظامی که حداقل ۶۲ نفر آنها کودک بودند، توسط نیروهای نظامی یا پلیس کشته شده‌اند و حداقل ۳٬۰۸۰ نفر بازداشت شده‌اند. معترضان از شیوه‌های مسالمت‌آمیز و فاقد خشونت اعتراضی، از جمله نافرمانی مدنی، اعتصابات کارگری، جنبش تحریم ارتش، جنبش قابلمه‌زنی، جنبش روبان سرخ، تظاهرات عمومی و به رسمیت شناختن نتایج انتخابات، استفاده کرده‌اند.

## واکنش‌های بین‌المللی

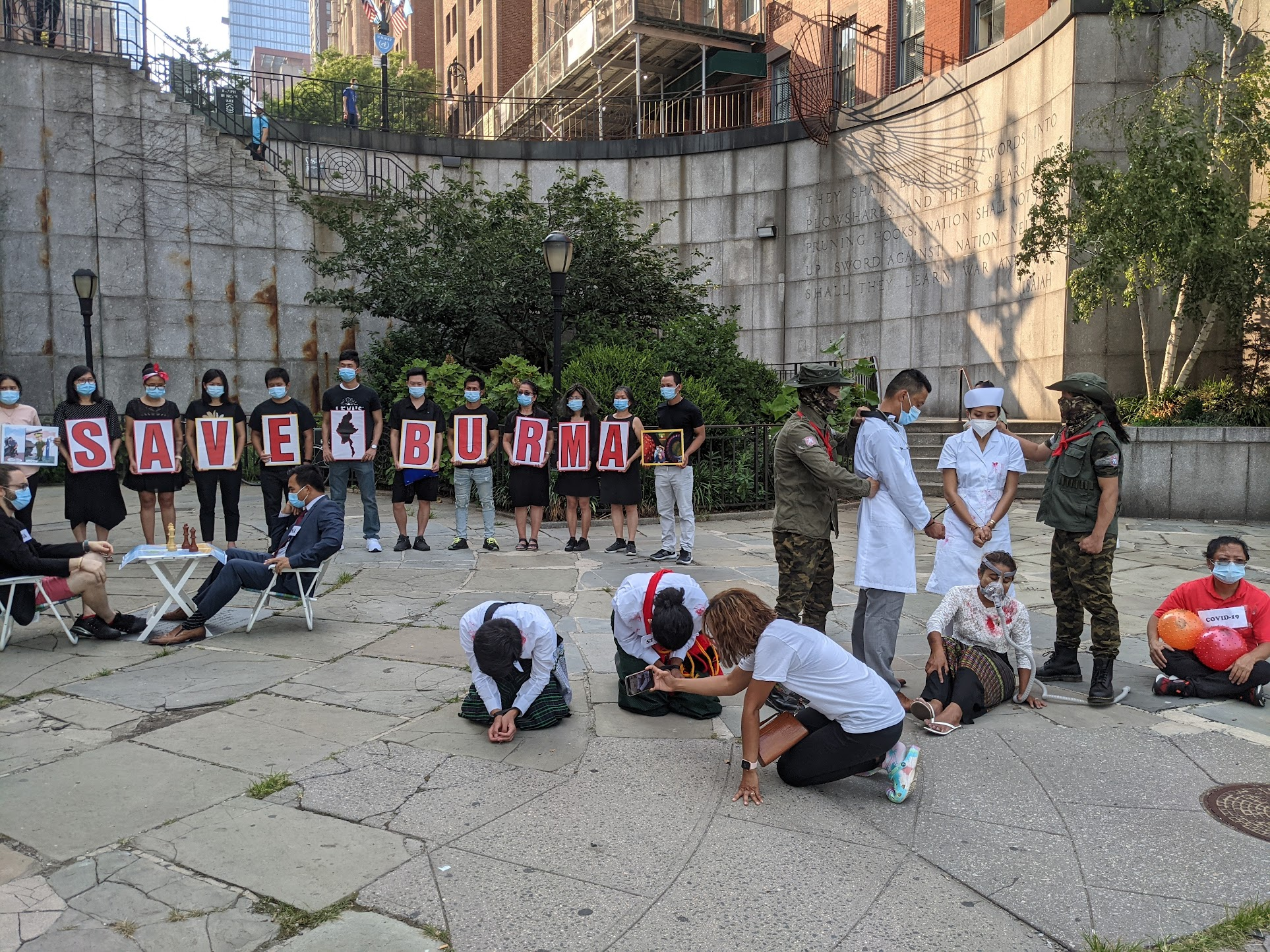
تظاهرات در مقابل سازمان ملل در نیویورک در ۵ مرداد ۱۴۰۰، برای برقراری آتش‌بس در میانمار با نام «آتش‌بس کووید»

#### سازمان ملل متحد
در ۱۴ فوریه، آنتونیو گوترش، دبیرکل سازمان ملل با صدور بیانیه ای نگرانی عمیق خود را در مورد وضعیت میانمار ابراز داشت و «افزایش استفاده از زور و استقرار وسایل نقلیه زرهی اضافی در شهرهای بزرگ» را محکوم و خشونت توسط نیروهای نظامی را غیرقابل قبول دانست.

### بریتانیا
در تاریخ ۱ آوریل ۲۰۲۱، دومنیک راب، وزیر خارجه انگلیس، کودتا را مجدداً محکوم کرد و تحریم‌های اقتصادی علیه شرکت اقتصادی میانمار (MEC) به دلیل تأمین بودجه ارتش و ارتباط با مقامات نظامی اعلام کرد. راب همچنین اظهار داشت که حکومت نظامی «با قتل‌عام غیرنظامیان بی گناه، از جمله کودکان» به پایین‌ترین سطح خود رسیده است. در ۷ آوریل، کیاو زوار مین، سفیر میانمار در انگلستان پس از انتقاد از مقامات حاکم میانمار، در سفارت لندن حبس شد.

### ایالات متحده آمریکا
در ۴ فوریه، فدرال رزرو پس از تلاش برای انتقال وجه به نام بانک مرکزی میانمار، از انتقال ۱ میلیارد دلار از طریق بانک فدرال رزرو نیویورک جلوگیری کرد. در ۱۰ فوریه، جو بایدن، رئیس‌جمهور آمریکا گفت که ایالات متحده «برای جلوگیری از دسترسی نادرست ژنرالها به یک میلیارد دلار وجوه دولت برمه» اقدام می‌کند. او با امضای دستورالعملی مسدود کردن دارایی‌ها و تحریم رهبران نظامی درگیر در کودتا را اعلام کرد و اظهار داشت: «با افزایش اعتراضات، خشونت علیه کسانی که حقوق دموکراتیک خود را ادعا می‌کنند غیرقابل قبول است، و ما خواهان توقف خشونت‌ها خواهیم بود. صدای مردم برمه شنیده می‌شود و جهان درحال تماشا است.»